# Nouvelle-Arcadie
Nouvelle-Arcadie est un village du Nouveau-Brunswick, situé dans le territoire de la commission de services régionaux du Kent, au sud-est de la province. La municipalité a été constituée le 1er janvier 2023, de la fusion du village de Rogersville, des DSL de la paroisse d'Acadieville, de Collette et de la paroisse de Rogersville, ainsi que de portions des DSL de Harcourt, de la paroisse de Nelson, de la paroisse de Saint-Louis et de la paroisse de Weldford.